# Antonio da Monza
Fra Antonio da Monza was een Italiaanse miniaturist die tussen 1480 en 1505 in Milaan en Rome actief was. Hij kwam uit Monza in Lombardije. Hij was ingetreden bij de orde van de Franciscanen.
Antonio da Monza signeerde een missaal dat hij tussen 1492 en 1503 maakte voor paus Alexander VI en kon aan de hand daarvan geïdentificeerd worden. Het boek werd in de 19e eeuw in losse folia opgedeeld. Enkele bladen bevinden zich in de Albertina in Wenen, waaronder het gesigneerde titelblad dat het Pinkstergebeuren voorstelt. In de British Library worden eveneens 3 folia uit dit handschrift bewaard als Additional 35254D-F. Op basis van stilistisch onderzoek werden enkele andere werken aan deze miniaturist toegewezen.
Het eerste is een Graduale dat nu bewaard wordt als Ms. Ludwig VI 3, in het Paul J. Getty museum. Het manuscript is ruim 64 x 43 cm groot. Antonio di Monza versierde de marges met een overvloed aan decoratieve en figuratieve illustraties. De antieke motieven die hij gebruikt tonen duidelijk de invloed van de antieke erfenis op de renaissance kunstenaars.
Een tweede werk is het door Antonio Minuti geschreven leven van de condottieri Muzio Attendolo, de stichter van de Sforza dynastie in Milaan. Dit handschrift wordt bewaard in de BnF als Ms. Italien 372. Hij maakte waarschijnlijk ook enkele miniaturen in het Sforza-getijdenboek hoewel dit tegenwoordig volledig wordt toegeschreven aan Birago.
Samen met Giovanni Pietro Birago, de illuminator van de Sforza getijden en Francesco Binasco, was Antonio di Monza een van de leidende miniaturisten van het einde van de 15e eeuw. Milaan was in die tijd, onder hertog Galeazzo Maria Sforza, een belangrijk kunstcentrum in Noord-Italië geworden. Antonio was zonder twijfel bekend met de muurschilderingen in de Domus Aurea dat in zijn tijd pas ontdekt was. In zijn margeversiering gebruikt hij motieven afkomstig uit dit voormalig paleis van keizer Nero. Hij werd ook beïnvloed door de kunst van Leonardo da Vinci.
Paolo D’Ancona twijfelt echter aan deze toewijzingen. Volgens hem is het enige werk dat met zekerheid kan toegewezen worden aan Antonio da Monza een Visitatie die bewaard wordt in het Kupferstichkabinet van  Berlijn (n. 1799).

## Weblinks
- Miniaturen van Antonio da Monza in het Paul J. Getty Museum
- Miniaturen van Antonio da Monza in de British Library

- Gemeinsame Normdatei: 143488147
- Union List of Artist Names: 500008813
- Virtual International Authority File: 168415934